# Dosa
Dosa là một loại bánh crêpe hay bánh xèo lên men làm từ bột gạo và đậu mười. Nó là một món ăn chủ yếu tại các tiểu bang miền Nam Ấn Độ Karnataka, Tamil Nadu, Andhra Pradesh và Kerala. Món này cũng rất phổ biến ở một số nước như Malaysia, Singapore, Sri Lanka. Món này được sử dụng chủ yếu cho bữa sáng và được bày bán trong hầu hết các cửa hàng ăn đường phố.
Dosa không có nhân. Dosa được ăn kèm với một số loại nước chấm, nhưng chủ yếu là cà ri cay.
Bột gạo và đậu mười được trộn đều với nước, theo tỷ lệ 2:1 hoặc 3:1, cho đến khi hỗn hợp trở nên đặc sệt và được để qua đêm nhằm đảm bảo quá trình lên men, dậy mùi thơm cho bánh. Hạt cỏ cà ri Fenugreek cũng có thể được cho vào trong quá trình chuẩn bị nguyên liệu.